# Ямбришак, Мария
Мария Ямбришак (хорв. Marija Jambrišak, 5 сентября 1847[…], Карловац — 23 января 1937[…], Загреб, Савская бановина) — хорватская писательница, педагог и активистка движения за права женщин. Она работала над улучшением положения женщин в хорватском обществе, в том числе путём написания биографий выдающихся женщин, запуска женского журнала Domaće ognjište («Домашний очаг») и оказания помощи в основании школы для девочек в Загребе. 

## Ранние годы и образование
Мария Ямбришак родилась в Карловаце (на территории современной Хорватии) в 1847 году. В возрасте шести лет она вместе с семьёй переехала в Загреб. Её отец умер вскоре после переезда семьи, и мать Марии с трудом могла содержать семью. Считается, что этот опыт побудил Ямбришак в дальнейшем выступать за расширение прав и возможностей женщин.
Она посещала двухгодичную учительскую школу, организованную сёстрами милосердия Святого Винко Паульски в Загребе, которую окончила в 1863 году. Затем до конца десятилетия она преподавала в Вараждине и Крапине. 
К 1871 году Ямбришак уже стала ярой сторонницей светского образования для женщин. На Всеобщей ассамблее учителей в Загребе в том году она выступила за равную оплату труда и равное отношение к женщинам-учителям, которые работали в совершенно иных условиях, чем их коллеги-мужчины. Она также подняла вопрос о необходимости финансовой поддержки профессионального развития учителей и о проблемах с назначением монахинь на светские преподавательские должности. 
Затем она отправилась в Вену, где стала первой хорватской женщиной, обучавшейся в педагогическом колледже Фридриха Диттеса. Её лично пригласил учиться туда Диттес, на которого произвела впечатление её речь на Всеобщем собрании учителей. В 1874 году она стала первой женщиной, окончившей эту школу. Образование имело для неё первостепенное значение, и она часто голодала, чтобы иметь возможность купить учебники. 

## Карьера
Вернувшись в Загреб, Ямбришак с 1875 по 1892 год преподавала в женской гимназии. В том же году она начала преподавать в Женском лицее, учреждении, в создании которого она принимала активное участие. Она продолжала преподавать в лицее до выхода на пенсию в 1912 году; с 1905 года была его директором. На её работу оказали большое влияние педагогические методы и теории, которые она усвоила во время своего формального обучения в Педагогиуме в Вене, где она была первой женщиной-студенткой. Она была сторонницей светского образования, индивидуального обучения и отмены телесных наказаний.
В своей работе в качестве педагога и писательницы Ямбришак боролась с распространённым стереотипом о том, что женщинам не хватает творческих и интеллектуальных способностей. Она стремилась повысить образовательный и социальный статус женщин в хорватском обществе, борясь за права женщин и их роль в общественной жизни. Она публиковала статьи в различных журналах, включая «Napredak», «Školski prijatelj», «Obzor» и «Narodne novine». Она написала большой сборник биографий женщин «Знаменитые женщины в литературе и истории», который был опубликован в трёх томах в 1883, 1885 и 1887 годах. Среди других известных её произведений — книги «O ženskom uzgoju» («О женском воспитании», 1892) и «O pristojnom vladanju», («О вежливом поведении», 1895).
В 1900 году она совместно с Ягодой Трухелкой основала женский журнал Domaće ognjište («Домашний очаг»), став его редактором. Издание стало важной площадкой для женской литературы в Хорватии. Некоторые учёные называют его первым женским журналом в Хорватии, хотя по этому поводу до сих пор ведутся споры. Журнал был ориентирован на образованных женщин, но не был полностью прогрессивным, поскольку, как правило, фокусировался на идее, что женщины будут лучше всего служить своему обществу, будучи хорошими матерями и воспитывая будущие поколения.

## Личная жизнь
У самой Ямбришак не было детей, но она воспитывала детей своего брата Янко, умершего молодым, и заботилась о них. Она умерла в Загребе в 1937 году в возрасте 89 лет.